# Sąg

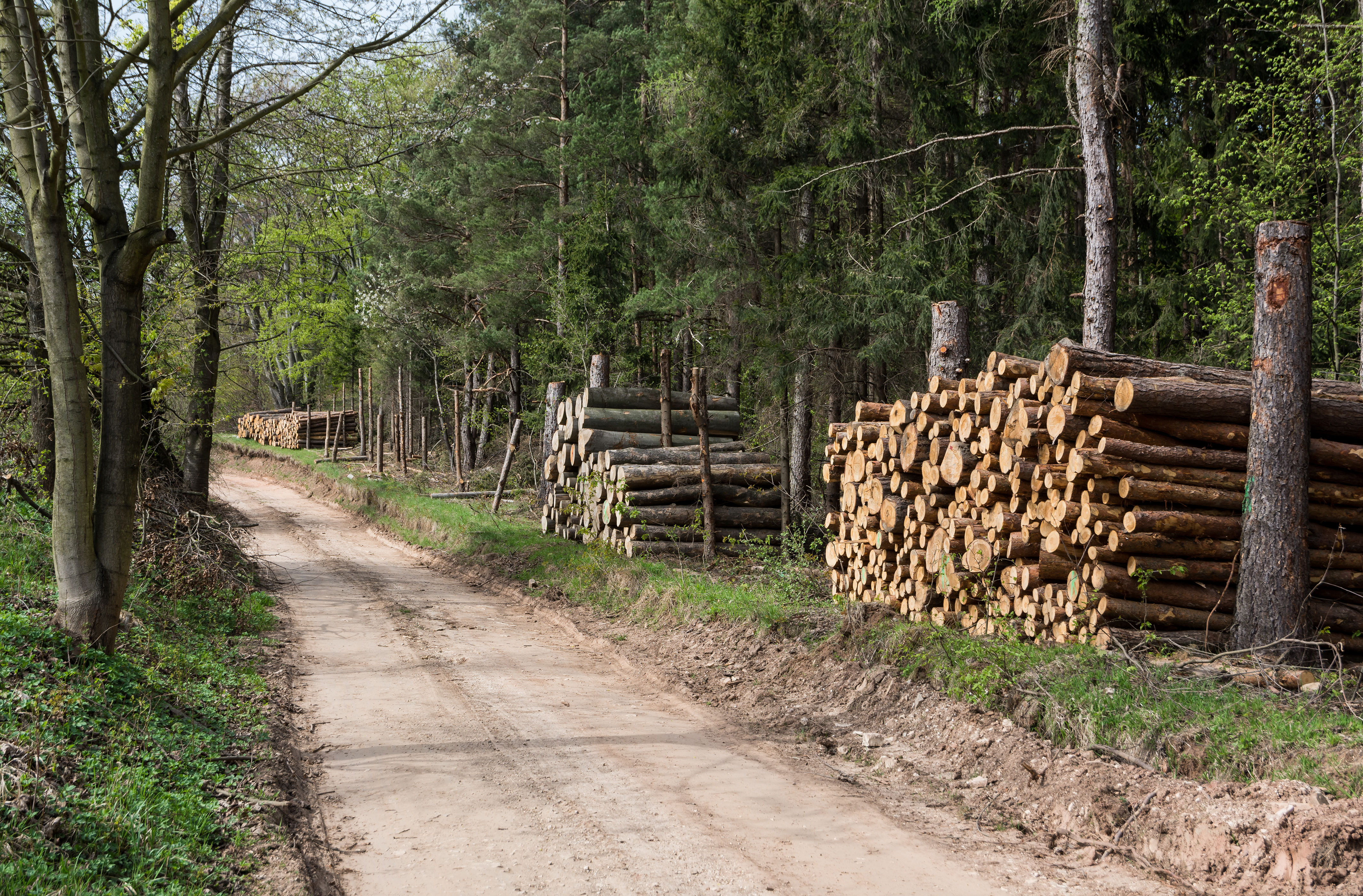
Sągi drewna na drodze leśnej na Wapniarkę (2015)

Sąg – rodzaj jednostki miary objętości drewna, która jest stosowana w leśnictwie oraz drzewnictwie. Każdy sąg zawiera stos drewna o objętości 4 m³(p) (metry przestrzenne) z jednego sortymentu.